# Abaetetuba
Abaetetuba (inicialmente denominado Abaeté) é um município brasileiro do estado do Pará, pertencente à Microrregião de Cametá. Localiza-se na região norte brasileira,e região nordeste paraense 
a uma latitude 01º43'05" sul e longitude 48º52'57" oeste, na margem direita da foz do Rio Tocantins. É a cidade-polo da Região do Baixo Tocantins e a 7° mais populosa do estado. O município é formado por dois distritos: Abaetetuba (sede) e Beja (balneário, inicialmente era a região indígena Samaúma).

## Topônimo
O nome primitivo da região era "abaeté", que na língua tupi significa "homem forte e valente", ou "homem verdadeiro", através da junção dos termos abá (homem) e eté (verdadeiro). Por meio do Decreto-lei 4 505, de 30 de dezembro de 1943, foi-lhe acrescentado o sufixo "tuba", oriundo do termo "tyba", que provém da língua nheengatu (derivada do tupi) que significa "ajuntamento", para diferenciá-lo do município homônimo no estado de Minas Gerais, resultando no topônimo indígena "Abaetetuba", que na língua tupi significa "ajuntamento de homens verdadeiros", ou “lugar de homem ilustre”.

## História
Existem duas história sobre a colonização da região de Abaetetuba: segundo Palma Muniz iniciou-se a partir do distrito de Beja, que inicialmente era a região indígena denominada Samaúma, aldeia dos indígenas nômades (provavelmente tupinambás), que por volta de 1635, no contexto da Capitania do Grão-Pará (1621–1821), os padres capuchinhos de Santo Antônio (ou Franciscanos da Província de Santo Antônio) do Convento do Una da cidade de Belém (1617), após percorrerem os rios da região (como o rio Uraenga/Ararenga), catequizaram esta aldeia. E posteriormente a comunidade foi batizado de "Beja" pelo então governador Francisco Xavier de Mendonça Furtado (período de 1751–1759).
Segundo Luiz Reis, na obra historiográfica "Abaetetuba", o português Francisco de Azevedo Monteiro, recebeu uma sesmaria na região do atual núcleo urbano de Abaetetuba, onde iria dedicar-se à exploração de especiarias e gêneros amazônicos, onde ali fundou um ajuntamento. Que segundo a tradição oral, em 1745 Francisco estando na sesmaria, aportou com sua família na região devido um temporal.
Em 1750, foi criado o distrito com a então denominação "Abaeté", ligado ao município de Belém. O distrito foi desmembrado do território da capital do Estado, e constituído como região autônoma e vila em 1880 (via Lei 973, de 23 de março). Em 1895, foi elevado à condição de cidade mantendo a denominação Abaeté (via lei estadual n.º 334), mas em 1930 voltou a condição de distrito até 1935 quando foi elevado a categoria de município.
Em 1943, o município de Abaeté passou a ter a denominação "Abaetetuba" (via lei estadual n.º 4 505).
Em 2010, o Engenho Pacheco localizado no rio Furo Grande em Abaetetuba foi tombado como patrimônio histórico estadual, pelo Departamento de Patrimônio do Estado do Pará.

## Economia
O município de Abaetetuba destaca-se pela grande produção de artesanato de miriti, uma palmeira comum de áreas alagadas.
Antigamente ostentava o título de “Terra da Cachaça”, devido a presença de vários engenhos na região.

## Religião e cultura
Desde 1812 é realizado a homenagem a padroeira da cidade através do Círio de Nossa Senhora da Conceição. Considerado a principal manifestação religiosa da região, que ocorre no final do mês de novembro, marcado por uma programação cultural que inclui: leilão de animais, arraial e vendas de comidas e bebidas.
Nos meses de abril ou maio, é realizado na cidade o Festival do Miriti, celebração da produção de brinquedos de miriti, que tornaram Abaetetuba conhecida como a "Capital Mundial do Brinquedo de Miriti".

## Filhos notórios
- Dira Paes
- Paes Loureiro

Ver Naturais de Abaetetuba